# Centennial Olympic Park
Centennial Olympic Park è un parco pubblico cittadino 85 000 m² situato nel centro di Atlanta in Georgia, di proprietà e gestito dalla Georgia World Congress Center of Authority.
È stato costruito dal Comitato per i Giochi Olimpici di Atlanta (ACOG) come parte del programma di miglioramenti delle infrastrutture per le Olimpiadi estive del 1996. Il parco ha subito una serie di lavori di ampliamento nel 1998 dal costo di 15 milioni di dollari.
Ospita milioni di visitatori all'anno e numerosi eventi, tra cui una serie di concerti musicali estivi (come il Wednesday WindDown) e un concerto annuale durante i festeggiamenti per il Giorno dell'Indipendenza con spettacoli pirotecnici.